# 斯威士兰议会
斯威士兰议会（英語：Parliament of Eswatini）是斯威士兰的国家咨询机构。斯威士兰议会实行两院制，由参议院和众议院组成。每届议会任期5年。斯威士兰议会的职能仅限于辩论政府提案并向斯威士兰国王提供咨询。本届议会由2013年10月的选举产生。现有参议院议员30名，其中20名由国王任命，10名由众议院议员选举产生。众议院议员65名，其中10名由国王任命，另55名由选举产生。

## 組成
- 参议院
- 众议院